# Chalcopteryx
Genre
Chalcopteryx  est un genre dans la famille des Polythoridae appartenant au sous-ordre des Zygoptères dans l'ordre des Odonates.

## Liste des espèces
Selon World Odonata List et Catalogue of Life (2 juillet 2017) :
- Chalcopteryx machadoi Costa, 2005
- Chalcopteryx radians Ris, 1914
- Chalcopteryx rutilans (Rambur, 1842)
- Chalcopteryx scintillans McLachlan, 1870
- Chalcopteryx seabrai Santos & Machado, 1961